# ベネディクト・アンダーソン
ベネディクト・アンダーソン（Benedict Richard O'Gorman Anderson、1936年8月26日 - 2015年12月13日）は、アメリカ合衆国に移住したアイルランドの政治学者、コーネル大学政治学部名誉教授。専門は、比較政治、東南アジア、とくにインドネシアの政治。

## 来歴
1936年、中国雲南省昆明市に生まれた。母はイギリス人、父はイギリス系アイルランド人の家庭であった。本人はアイルランド国籍を保持していた。
ケンブリッジ大学で古典学を専攻して1957年に卒業。1958年1月、コーネル大学大学院へ進学。1962年から2年間、インドネシアでフィールドワークに従事した。1966年、研究誌『インドネシア』を自らが主体となって創刊する。1967年、コーネル大学で政治学博士を取得し、その後は同大学で教鞭をとった。しかし、1972年にスハルト政権によってインドネシアへの入国を禁止されたため、研究フィールドをタイに移してタイの言語・文化・政治研究をはじめた。1976年、コーネル大学政治学部教授に昇進。1994年、アメリカ芸術・科学アカデミー会員に選出された。
2015年12月13日、滞在先のインドネシア・東ジャワ州バトゥのホテルで、睡眠中の心不全により死去。

## 受賞・栄典
- 1998年：アジア研究協会(アメリカ)の学術功労賞を受賞[3]。
- 2000年：第11回福岡アジア文化賞学術研究賞を受賞[1]。
- 2012年：第1回平城遷都1300年記念アジアコスモポリタン賞経済・社会科学賞を受賞。

## 研究内容・業績
- 著書『想像の共同体』では、出版資本主義、巡礼、公定ナショナリズム、モジュール化といった概念を駆使し、いかにしてナショナリズムあるいは国民 (nation) が構築されるかを明らかにし、ナショナリズム研究の新境地を開拓した[1]。『想像の共同体』は、日本語やフランス語、台湾語、スペイン語、中国語、トルコ語など、20以上の言語に翻訳されている。

## 家族・親族
- 弟：ペリー・アンダーソンも歴史学者。西欧でマルクス主義研究の研究者として知られている。

## 著書

### 単著
- Java in a Time of Revolution: Occupation and Resistance, 1944-1946, (Cornell University Press, 1972).
- Imagined Communities: Reflections on the Origin and Spread of Nationalism, (Verso, 1983, 2nd edition, 1991, Revised edition, 2006).
  - 『想像の共同体: ナショナリズムの起源と流行』白石隆・白石さや訳、リブロポート、1987年。
  - 『増補 想像の共同体: ナショナリズムの起源と流行』白石隆・白石さや訳、NTT出版、1997年。
  - 『定本 想像の共同体: ナショナリズムの起源と流行』、白石隆・白石さや訳、書籍工房早山、2007年。
- Language and Power: Exploring Political Cultures in Indonesia, (Cornell University Press, 1990).
  - 『言葉と権力――インドネシアの政治文化探求』中島成久訳（日本エディタースクール出版部, 1995年）
- The Spectre of Comparisons: Nationalism, Southeast Asia, and the World, (Verso, 1998).
  - 『比較の亡霊――ナショナリズム・東南アジア・世界』糟谷啓介・高地薫他訳（作品社, 2005年）
- Under Three Flags: Anarchism and the Anti-colonial Imagination, (Verso, 2005).
  - 『三つの旗のもとに――アナーキズムと反植民地主義的想像力』、山本信人訳、NTT出版、2012年。
- 『ベネディクト・アンダーソン グローバリゼーションを語る』（梅森直之編・解説）光文社新書, 2007年。講演録
- 『ヤシガラ椀の外へ』、加藤剛訳、NTT出版、2009年
  - 増補版『越境を生きる　ベネディクト・アンダーソン回想録』岩波現代文庫、2023年

### 共著
- Religion and Social Ethos in Indonesia, with Mitsuo Nakamura and Mohammad Slamet, (Monash University, 1977).

### 編著
- Violence and the State in Suharto's Indonesia, (Southeast Asia Program, Cornell University Press, 2001).

### 共編著
- Culture and Politics in Indonesia,  co-edited with Claire Holt and James T. Siegel, (Ithaca: Cornell University Press, 1972).
- Interpreting Indonesian Politics: Thirteen Contributions to the Debate, co-edited with Audrey Kahin, (Cornell Modern Indonesia Project, Southeast Asia Program, Cornell University, 1982).
- In the Mirror: Literature and Politics in Siam in the American Era, co-edited with Ruchira Mendiones, (Duang Kamol, 1985).